# Leo Callaghan
Leo Callaghan (* 5. Februar 1924 in Merthyr Tydfil; † 8. Januar 1987 ebenda) war ein walisischer Fußballschiedsrichter, der auch im englischen Fußball Spiele leitete.

## Sportlicher Werdegang
Callaghan rückte 1954 in den Kreis der Football-League-Schiedsrichter auf und wurde bereits zwei Jahre später mit der Spielleitung von Länderspielen betraut. Im Rahmen des British Home Championships 1955/56 pfiff er vor über 130.000 Zuschauern im Glasgower Hampden Park das Aufeinandertreffen von Schottland und England, das nach Toren von Graham Leggat respektive Johnny Haynes mit einem 1:1-Unentschieden endete. Nach weiteren Spielleitungen im Rahmen diverser Austragungen des British Home Championships wurde er für die in England stattfindende WM-Endrunde 1966 berücksichtigt. Dort stand er zweimal als Linienrichter an der Seitenauslinie, zudem pfiff er das Gruppenspiel zwischen Portugal und Ungarn als Hauptschiedsrichter. Zwei Jahre später leitete er im FA Cup 1967/68 das Endspiel zwischen West Bromwich Albion und dem FC Everton. WBA setzte sich dabei im Wembley-Stadion Danke eines Treffers von Jeff Astle in der Verlängerung durch. 1971 beendete er seine aktive Laufbahn auf nationaler und internationaler Ebene, blieb aber als Funktionär für die Football League tätig.